# 泰州长江大桥
泰州长江大桥位于江苏泰州与镇江扬中市之间，东距江阴长江大桥57公里，西距润扬长江大桥66公里，工程起点位于宁通高速公路宣堡枢纽，在扬中市太平洲中部跨越长江，向西于扬中小泡沙跨越夹江，经镇江新区姚桥镇进入常州新北区，止于沪宁高速公路汤庄枢纽，是江苏省“五纵九横五联”高速公路网中S35阜溧高速公路的重要组成部分。
2007年12月26日，泰州长江大桥正式开工建设，预计5年后竣工。建成后，泰州长江大桥将成为长江江苏段中部的南北交通要道，把江北的泰州和江南的镇江、常州联成一体 。2012年11月25日正式建成通车 。

## 工程概况
项目全长62.088公里，由北接线、跨江主桥、夹江桥和南接线四部分组成，核准总投资93.7亿元，建设工期为5年半。工程采用双向六车道高速公路标准，其中跨江主桥为中国首座三塔悬索桥，也是世界首座跨径超过千米的三塔双跨悬索桥（主跨1080米×2），主桥及夹江桥全长9.726公里，桥面宽33米。所处江面宽约2.1公里，主桥通航净空高度不小于50米，净宽不小于760米，能满足5万吨级巴拿马货轮的通航需要。夹江桥通航净高不小于18米，净宽不小于100米。
泰州长江大桥由江苏省交通规划设计院及中铁大桥勘测设计院和同济大学联合设计，江苏省长江公路大桥建设指挥部建设。
泰州长江大桥中塔深水沉井底部入土70米，为世界上入土最深的水中沉井基础。中塔采用人字形全刚塔，塔柱分为21节进行拼装。